# Dark Planet: Battle for Natrolis
Dark Planet: Battle for Natrolis est un jeu vidéo de stratégie en temps réel développé par Creative Edge Software et édité par Ubisoft pour Microsoft Windows en 2002.

## Accueil
Le jeu a reçu des critiques "mitigées" selon l'agrégateur de notes Metacritic.